# Peter Jeppsson
Dan Peter Miguel Jeppsson, född 19 januari 1968 i Mjällby församling i Blekinge län, är en svensk politiker (socialdemokrat) och sjöofficer. Han var ordinarie riksdagsledamot 2006–2018, invald för Blekinge läns valkrets.
I riksdagen var Jeppsson ledamot i försvarsutskottet 2009–2018. Han var även suppleant i arbetsmarknadsutskottet, EU-nämnden, försvarsutskottet, Nordiska rådets svenska delegation, OSSE-delegationen, utrikesnämnden, utrikesutskottet och sammansatta utrikes- och försvarsutskottet, samt deputerad i sammansatta utrikes- och försvarsutskottet.
År 2011 var Jeppsson den svenska representanten i International Visitors Leadership Program (IVLP), inbjuden av USA:s utrikesdepartement. Han är också representant i Luftförsvarsutredningen 2040.